# Samer Kamal
Samer Kamal –en árabe, سامر كمال– (nacido el 12 de mayo de 1966) es un deportista jordano que compitió en taekwondo. Ganó una medalla de plata en los Juegos Asiáticos de 1986, y una medalla de bronce en el Campeonato Asiático de Taekwondo de 1986.

## Palmarés internacional
| Juegos Asiáticos    | Juegos Asiáticos     | Juegos Asiáticos  | Juegos Asiáticos |
| Año                 | Lugar                | Medalla           | Categoría        |
| ------------------- | -------------------- | ----------------- | ---------------- |
| 1986                | Seúl (Corea del Sur) | Medalla de plata  | –64 kg           |
| Campeonato Asiático |                      |                   |                  |
| Año                 | Lugar                | Medalla           | Categoría        |
| 1986                | Darwin (Australia)   | Medalla de bronce | –64 kg           |